# Трстена-на-Острові
Трстена́-на-Острові (словац. Trstená na Ostrove) — село в окрузі Дунайська Стреда Трнавського краю Словаччини. Площа села 6,25 км². Станом на 31 грудня 2015 року в селі проживало 562 жителі.

## Історія
Перші згадки про село датуються 1250 роком.

## Населення
| Рік:            | 1994. | 2004.   | 2014. | 2024.   |
| --------------- | ----- | ------- | ----- | ------- |
| Кількість осіб: | 532   | 564     | 564   | 600     |
| Різниця:        |       | +6,01 % | +0 %  | +6,38 % |

| Рік:            | 2023. | 2024.   |
| --------------- | ----- | ------- |
| Кількість осіб: | 597   | 600     |
| Різниця:        |       | +0,50 % |